# 交野市立妙見坂小学校
交野市立妙見坂小学校（かたのしりつみょうけんざかしょうがっこう）は、大阪府交野市にある公立小学校。
新興住宅地にありかつては児童数1000人以上の大規模校であったが現在は小規模校化している。2008年に星田小学校の星田9丁目～南星台地域の生徒が星田小学校から妙見坂小学校に学校区が変わった。
近隣に大阪公立大学附属植物園がある。

## 沿革
- 1974年4月1日：開校

## 通学区域
- 交野市 妙見坂1丁目～7丁目、妙見東1丁目～5丁目、星田9丁目の一部、大字星田の一部
- 卒業生は基本的に交野市立第三中学校へ進学する。